# Softverska umetnost
Softverska umetnost je umetničko delo u kome kreacije softver ili koncepti vezani za softver, igraju značajnu ulogu; na primer, softverske aplikacije koje su kreirali umetnici i koji su zamišljeni kao umetnička dela. Kao umetnička disciplina, softverska umetnost privlači sve više pažnje od kasnih 1960. Usko je povezana sa internet umetnošću, internet umetnost pošto se često postavlja na Internet, pre svega na World Wide Web, radi širenja i kritičkih diskusija o radu. Umetnički festivali kao što su FILE Electronic Language International Festival (São Paulo), Transmediale (Berlin), Prix Ars E lectronica (Linz) i readme (Moskow, Helsinki, Aarhus, and Dortmund) su posvetili  have devoted značajnu pažnju ovom mediju i time pomogli da se softverska umetnost priblii širem auditorijumu teoretičara i akademika.

## Izbor umetničkih dela
- Scott Draves je najpoznatiji po the Electric Sheep iz 1999, the Bomb vizuelno-muzički instrument iz 1995, i the Fractal flame algoritam iz 1992.

## Spoljašnje veze
- Electronic Language International Festival
- Transmediale
- Prix Ars E lectronica
- readme
- Art game
- Demoscene
- Computer Art